# Lâm Thiệu Lương
Lâm Thiệu Lương (tiếng Trung Quốc: 林紹良; còn được gọi Liem Sioe Liong hay Sudono Salim; 10 tháng 9 năm 1915 tại Phúc Kiến, Trung Quốc – 10 tháng 6 năm 2012 tại Singapore) là cựu tỷ phú người Indonesia gốc Hoa và cũng là trùm tài phiệt giàu nhất châu Á trong những thập kỉ 1960–1970.

## Gốc gác và xuất thân
Lâm Thiệu Lương sinh ra trong một gia đình nông dân nghèo tại Phúc Kiến, Trung Quốc. Năm 20 tuổi, Lâm Thiệu Lương cùng một người anh rời quê sang Indonesia để kiếm sống. Một chủ xưởng ép dầu đã nhận hai anh em vào làm. 
Nhìn chung, trong cộng đồng dân Hoa di cư thì cộng đồng người Phúc Kiến thường là thành công hơn cả. Trường hợp của Lâm Thiệu Lương là một trong những thí dụ điển hình cho nhận định này.

## Khởi đầu
Không có thân thế tốt nên Lâm Thiệu Lương cũng chỉ có một khởi đầu khiêm tốn. Tuy vậy, Lâm Thiệu Lương "máu" kinh doanh từ trẻ. Ngay từ ngày còn làm thuê cho ông chủ xưởng ép dầu, anh đã buôn bán. Lâm Thiệu Lương đem số vốn liếng nhỏ bé dành dụm được mở cửa hàng bán lạc rang. Lanh mồm lẹ miệng và khéo léo, Lâm Thiệu Lương có rất nhiều khách hàng quen. Rồi Liem mở rộng cửa hàng, bán thêm cả cà phê hạt và cà phê đã rang xay. Ban đầu, Liem chỉ đủ vốn để bán lẻ, anh còn sẵn sàng giao hàng tận nhà cho người mua. Khi lưng vốn đã nặng hơn, Liem chuyển sang buôn sỉ, khi này, Lương đã mang dáng dấp của một anh "Ba Tàu" chính hiệu. Kế tiếp, Lương buôn tới hàng tá mặt hàng, từ thực phẩm, lạc, cà phê, đường cho tới quần áo, đồ dùng, máy móc... đủ cả.
Mười năm sau, Lương bắt đầu chuyển sang buôn sỉ gỗ quý, thuốc men, quần áo. Anh bắt đầu tiếp cận và bắt quen được với một vài nhân vật trong quân đội.

## Cái bánh đấu thầu, thời cơ và định mệnh
Thời điểm đó, Hoa kiều hầu như đã nắm trọn món hời lớn là những món hàng đấu thầu cho quân đội Indonesia. Lương không môi giới mà trực tiếp nhảy vào làm đầu nậu và nhận thầu trực tiếp rồi "đánh" hàng cho phía quân nhân. Đơn đặt hàng, dĩ nhiên, cũng "hầm bà lằng", từ trang phục cho tới thuốc men.
Rồi Lương quen với một sĩ quan trẻ tuổi, kém anh 5 tuổi, giọng nói đặc sệt thổ âm Java, khi này mới chỉ là một cậu trai đang thực hiện nghĩa vụ quân sự, nhưng sẽ trở thành nhân vật khuynh đảo cả đất nước Indonesia này trong hơn ba chục năm. Viên sĩ quan đó có cái tên là Suharto, hay Haji Mohammad Soeharto.

## Những năm 1960, 1970
Đây là giai đoạn mà người gốc Hoa đã thao túng cả nền kinh tế Indonesia, và Lương đã trở thành một thương gia cỡ bự. Và anh chàng sĩ quan ngày nọ, kể từ ngày 12 tháng 3 năm 1967, đã trở thành Suharto Tổng thống. Thời kì này, cả cộng đồng gốc Hoa gặp phải sự tẩy chay, thù hằn và đe dọa ngày một mạnh mẽ và quá khích từ người Indonesia bản xứ, nhưng với riêng Lương, dựa vào tiềm lực đã tạo dựng được cũng như hàng loạt mối quan hệ ngày càng phức tạp và đan xen, càng lúc càng phất to. Đây cũng chính là hai thập kỉ mà tiền tài cũng như danh vọng của Lương đạt tới đỉnh cao nhất.
Lương có một chủ trương khá lạ: cứ có tiền là đổ vào làm ăn chứ không sắm sanh nhiều vàng bạc hay biệt thự, nhà vườn. Tập đoàn của Lâm Thiệu Lương khi này – tập đoàn Salim sở hữu đa phần cổ phiếu của ngân hàng BCA (Bank Central Asia) – ngân hàng thương mại cổ phần "khủng" toàn xứ Indonesia. Khách hàng "sộp" nhất của BCA là những công ty hàng đầu trong những ngành công nghiệp chủ chốt. Lương sử dụng BCA để với tay và thu vén vào trong tay hoặc quyền kiểm soát, hoặc ảnh hưởng trong những ngành như công nghiệp chế biến, thép, cơ khí và xây dựng.
Từ giữa những năm 1960, Lâm Thiệu Lương cùng với một số doanh gia người Hoa làm chủ hoàn toàn thị trường bột mì và thị xi măng của Indonesia. Nhiều năm liền, riêng một công ty xi măng của Lâm Thiệu Lương đã chiếm tới 50% sản lượng xi măng của cả nước. Với vị thế như độc quyền Lâm Thiệu Lương có thể thao túng giá cả trên thị trường nội địa.
Tuy vậy, Lương vẫn chưa hài lòng, dường như từng ấy sự chi phối và ảnh hưởng đối với ông là chưa đủ.
Và bởi vậy, Lương tham gia vào một quỹ đầu tư. Các quỹ đầu tư là một hình thức kinh doanh mà thông qua việc các công ty khác (bên B) mời quỹ đầu tư (bên A) tham gia góp vốn vào công ty hoặc dự án của họ, bên A có quyền tạo ảnh hưởng tới bên B, khi tỉ lệ góp ít thì cùng ăn chia phần lời, khi tỉ lệ hùn cao hơn, A có quyền đưa người vào ban lãnh đạo của B. Và quỹ đầu tư Thái Bình Dương đã kiểm soát phần lớn các hoạt động xuất nhập khẩu. Địa bàn hoạt động của nó không chỉ bó hẹp mỗi thị trường Indonesia mà còn lan tỏa ra nhiều nước, quan trọng nhất là các nước Đông Nam Á và khu vực lân cận. Trong cái quỹ đầu tư đó, Lương có 30% tổng số cổ phần.
Cộng lại, trong tay Lâm Thiệu Lương có cỡ 200 công ty khác nhau của mọi lĩnh vực. Tổng doanh số xuất nhập khẩu của các công ty này là quãng độ vài tỷ USD mỗi năm.

## Những quan hệ "ngoại hạng"
Có thể xác định rõ ràng được rằng khi mổ xẻ nguyên nhân thành công của Lương, bên cạnh khả năng kinh doanh đơn thuần vốn đã không phải bàn cãi của Lương, thì nguyên nhân quan trọng vào loại bậc nhất chính là những mối quan hệ cấp cao của ông. Lâm Thiệu Lương có mặt khắp nơi, mọi chỗ, mọi ngành trong nền kinh tế Indonesia nhưng các công ty đều đứng danh người khác hoặc là công ty cổ phần với nhiều nhân vật có thế lực.
Các nhà phân tích khẳng định chính mối quan hệ thâm giao với gia đình Tổng thống Suharto đã tạo cho Lâm Thiệu Lương một vỏ bọc và một "tư thế" quá thuận lợi để làm ăn. Trong rất nhiều công ty, Lâm Thiệu Lương đã để cho con trai hay người nhà của Tổng thống đứng tên hoặc tham gia cổ đông chính. Góp vốn vào ngân hàng BCA của gia đình Lâm Thiệu Lương có hai con trai của Suharto. Có những thông tin cho rằng vì thế mà những lúc khó khăn về vốn và thanh khoản thì BCA được nhà nước bơm tiền khá dễ dàng. Một đặc điểm dễ nhận thấy trong tính cách của Lâm Thiệu Lương là ông khéo léo trong ngoại giao, biết nhiều và quan hệ rộng với các chính khách, nhà chính trị. Lương có biệt tài nhận định và phán đoán con người rất tinh tế chính xác, hay như cách nói của người Hoa thì Lương rất có con mắt liên tài.
Ông thường "ngắm" trước những nhân vật sẽ có vị trí cao trong chính trường theo một cách thức rất kì khu để rồi sau khi đã "định vị" được rồi thì tiến tới kết thân với họ và gặt hái thành quả của mình. Trường hợp của Tổng thống Suharto là thí dụ tiêu biểu nhất. Có thể kể ra hàng loạt những thí dụ khác nữa, Lâm Thiệu Lương đã tận dụng tối đa các lợi thế này để phục vụ mưu cầu kinh doanh của mình. Lâm Thiệu Lương đã khôn khéo và kỳ công xây dựng cho mình các liên minh chặt chẽ với những người có thế lực.
Sự liên minh đó, trong rất nhiều trường hợp được ràng buộc bởi các quan hệ kinh tế đa chiều. Nhiều thông tin thống kê cho thấy rằng chí ít thì cũng có gần 30 công ty của Lâm Thiệu Lương là có cổ phần của các "sếp bự" của nhiều ngành kinh tế quan trọng như ngoại thương, tài chính, công nghiệp, y tế...